# جيمس دتون
جيمس دتون (بالإنجليزية: James Dutton)‏ هو عسكري بريطاني، ولد في 21 فبراير 1954.